# Etomilítsa
Etomilítsa, en grec moderne : Αετομηλίτσα, est un village et un ancien dème du district régional d'Ioánnina, en Épire, Grèce. En 2010, il est fusionné au sein du dème de Kónitsa.
Selon le recensement de 2011, la population du dème ainsi que celle du village compte 432 habitants.